# Pokrovsk (Rusland)
Pokrovsk (Russisch: Покровск) is een stad in de Russische autonome republiek Jakoetië. De stad ligt aan de rivier de Lena, op 70 km ten zuiden van Jakoetsk.
De nederzetting Karaoelni Mys werd in 1682 door de Kozakken gesticht. Later werd de nederzetting de selo Pokrovskoje (Покровское). In 1941 verkreeg het zowel de status van nederzetting met stedelijk karakter als zijn huidige naam. De stadsstatus volgde in 1998.
Oeloesen: Abyjski · Aldanski · Allaichovski · Amginski · Anabarski · Boeloenski · Verchneviljoejski · Verchnekolymski · Verchojanski · Viljoejski · Gorny · Zjiganski · Kobjajski · Lenski · Megino-Kangalasski · Mirninski · Momski · Namski · Nerjoengrinski · Nizjnekolymski · Njoerbinski · Ojmjakonski · Olenjokski · Oljokminski · Srednekolymski · Soentarski · Tattinski · Tomponski · Oest-Aldanski · Oest-Majski · Oest-Janski · Changalasski · Tsjoeraptsjinski · Eveno-Bytantajski

Bestuurlijk centrum: Jakoetsk

Grote steden: Aldan · Lensk · Mirny · Nerjoengri · Njoerba · Oedatsjny · Oljokminsk · Pokrovsk · Srednekolymsk · Tommot · Verchojansk · Viljoejsk